# Cascade megye
Cascade megye az Amerikai Egyesült Államokban, azon belül Montana államban található. Megyeszékhelye és legnagyobb városa Great Falls. Lakosainak száma 84 414 fő (2020. április 1.). Cascade megye Teton, Meagher, Chouteau, Judith Basin és Lewis and Clark megyékkel határos.

## Népesség
A megye népességének változása:
| Lakosok száma | 81 501 | 81 758 | 81 784 | 82 384 | 82 278 | 84 414 |
|               | 2010   | 2011   | 2012   | 2013   | 2015   | 2020   |